# Bestrahlung (physikalische Größe)
Die Bestrahlung oder Einstrahlung (engl. radiant exposure) ist eine physikalische Größe, die hauptsächlich in der Radiometrie verwendet wird. Sie ist die zeitlich integrierte Bestrahlungsstärke und gibt die einfallende Strahlungsenergie von elektromagnetischer Strahlung pro Fläche an. Das Formelzeichen der Bestrahlung ist {\displaystyle H}, die SI-Einheit ist Joule pro Quadratmeter  (J/m2). Bei akkumulierenden Empfängern (z. B. einer Photoplatte) ist die Bestrahlung also ein Maß für das auf die Fläche bezogene Wirkungspotential der Strahlung.
Die Bestrahlung darf nicht mit der Fluenz verwechselt werden; letztere ist eine teilchenbezogene Größe (Maßeinheit m−2).

## Definition
Die Bestrahlung lässt sich für einen gegebenen Ortspunkt als Strahlungsenergie Q pro Fläche oder, äquivalent dazu, als Integral der Bestrahlungsstärke E über die gegebene Zeitdauer Δt ausdrücken.
{\displaystyle H={\frac {\mathrm {d} Q}{\mathrm {d} A}}=\int _{\Delta t}E(t)\mathrm {d} t}
Die photometrische, also mit der Empfindlichkeit des menschlichen Auges gewichtete Entsprechung der Bestrahlung ist die Belichtung Hv.

## Verwendung
Verwendung findet diese Größe auch in technischen, wissenschaftlichen, aber auch medizinischen Bereichen:
- Bestrahlungsinstrumente, Lampen, UV-Strahler, Werkstoffbearbeitung
- Hautkrankheiten (vgl. auch 308-nm-Excimerlaser)
- Lack- und Kleberhärtung, sowie der Bestrahlung von strahlungsempfindlichen „Foto“-lacken (speziell in der Mikrolithografie bei der UV-Strahlung eingesetzt wird)
- Trinkwasseraufbereitung durch UV-Licht
- Energiemessung an gepulsten Lasern, bei denen die physikalische Wirkung primär durch Pulsenergie und Pulsdauer bestimmt wird.

Die Zeitdauer der Bestrahlung ist vom Anwendungsfall abhängig und wird gegebenenfalls separat spezifiziert. Dabei kann das Zeitintervall, auf das sich die Messung bezieht, von wenigen Attosekunden (Ultrakurzpulslaser) über Stunden (Sonnenbrand) bis hin zu Jahren (Ausbleichen von Autolacken) reichen. Oftmals geht aus dem Anwendungsfall eine Bezugsgröße für das Zeitintervall hervor.